# Meljski most (stari)
Stari Meljski most je bil eden izmed mostov v Mariboru in eden izmed mostov, ki so prečkali reko Dravo.
Stari Meljski most so zgradili leta 1949 in je stal na lokaciji današnjega Meljskega mostu. V času svojega obstoja je nosil ime Meljski most. Povezoval je namreč Melje (danes je to del mestne četrti Center) in Pobrežje. V osemdesetih letih so stari Meljski most porušili in na njegovem mestu zgradili današnji, novi Meljski most. 